# Advanced Visualization Studio
Advanced Visualization Studio (AVS) — подключаемый модуль зрительных образов к проигрывателю Winamp. Был создан Джастином Франкелем (создателем Winamp).
После ухода из Nullsoft Джастина Франкеля разработка AVS практически остановлена. В качестве альтернативной замены предлагается MilkDrop.